# Этнологический музей (Приштина)
Этнологический Музей (Приштина) — этнографический музей в Приштине, Косово, который расположен в комплексе «Emin Gjiku», который относится к XVIII веку. В музее демонстрируются предметы, связанные с образом жизни в Косове в османский период.

## История
До 1990 года комплекс Эмин Гжику был естественным музеем. В 2002 году Этнологический музей открыл постоянную выставку, в которой были представлены древняя одежда, инструменты, мебель, древние оружия и т. д. С 2003 году он превратился в этнологический музей, где хранятся предметы быта.

## Коллекция

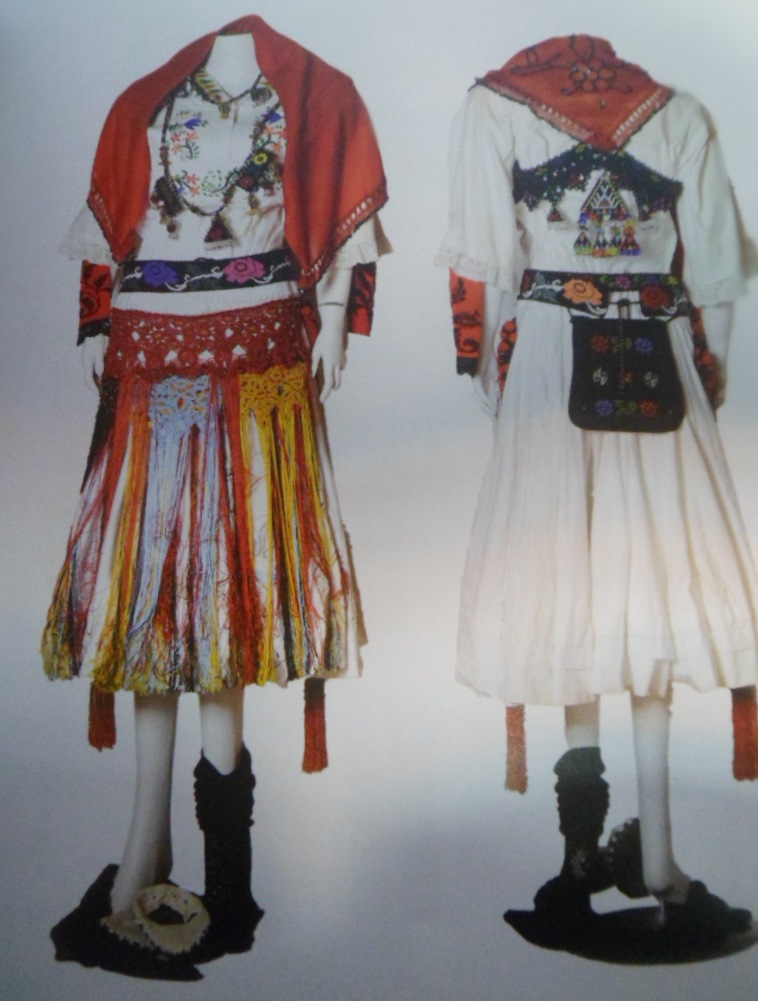
Традиционные свадебные наряды XX века
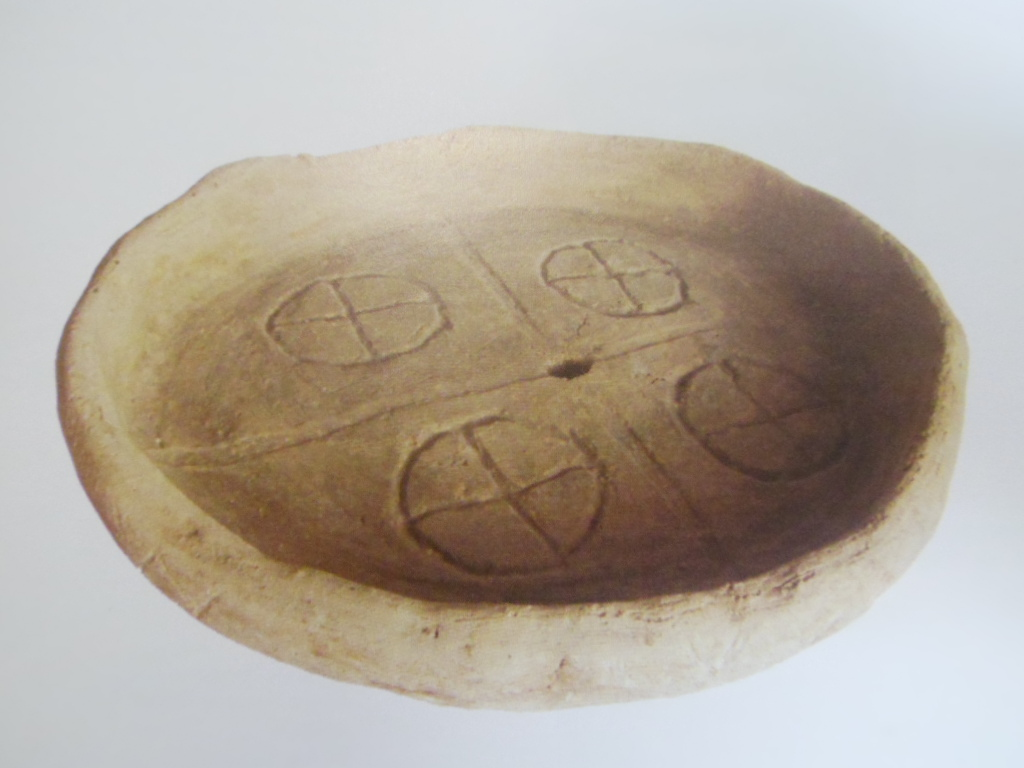
Керамическая посуда, хлебница
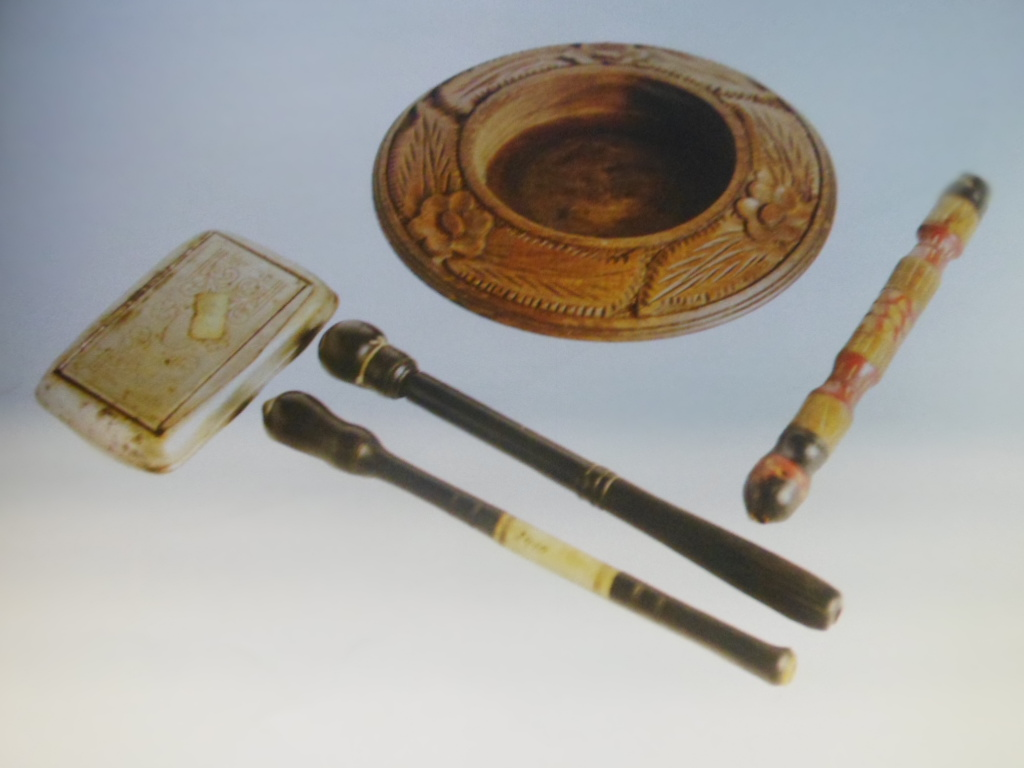
Деревянные предметы
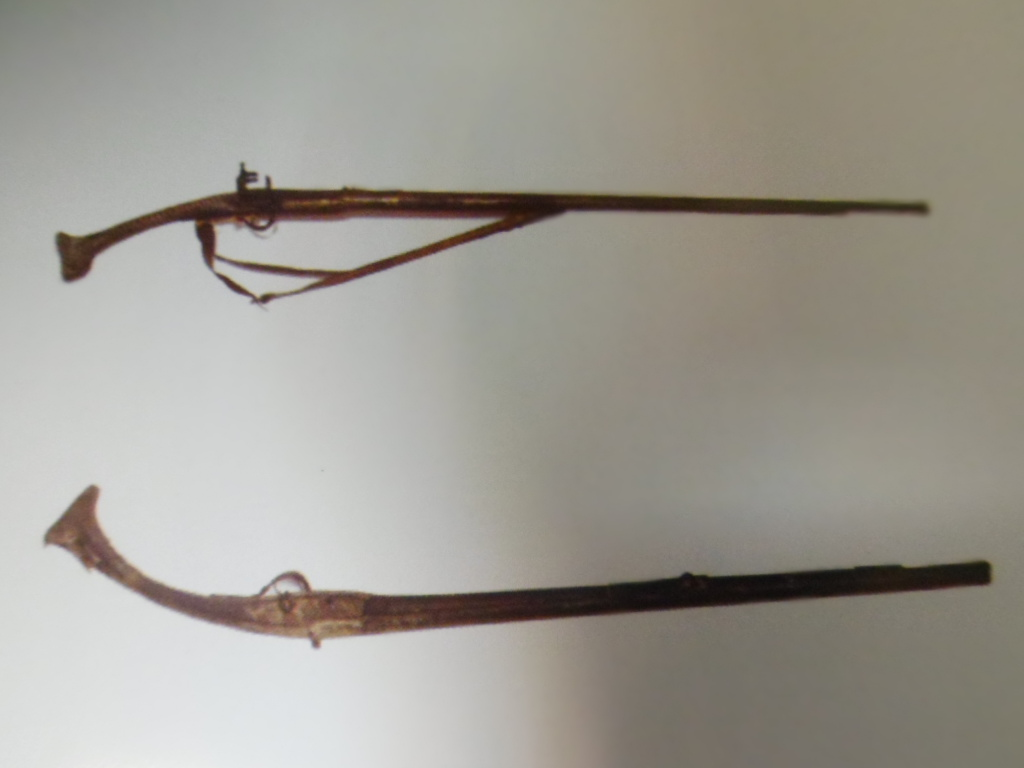
Оружия "Каранфиле" 1878 года
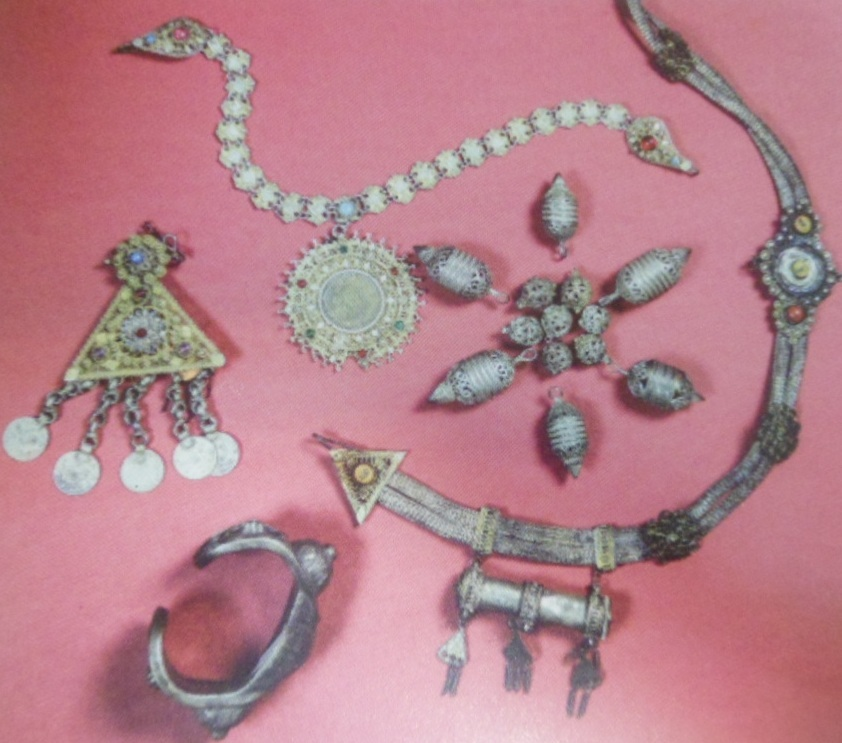
Женские аксессуары
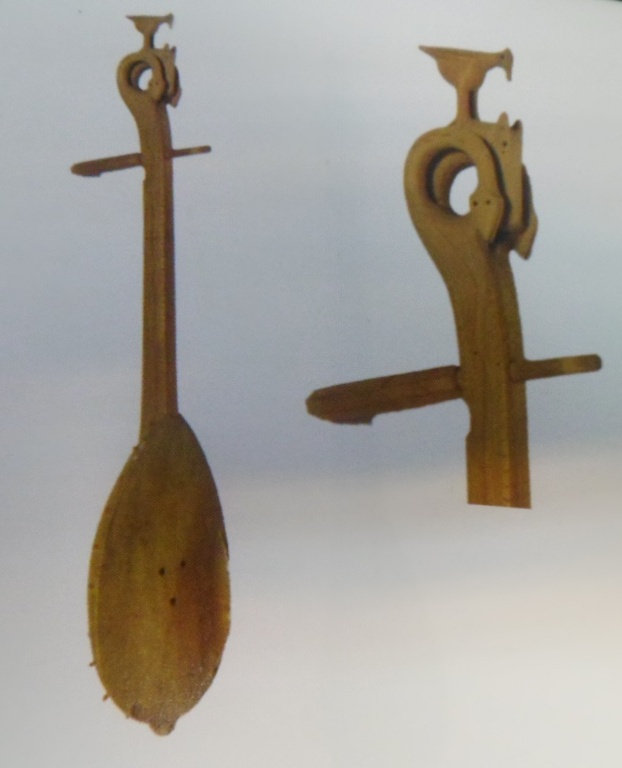
Инструмент XX века